# 本特·帕姆奎斯特
本特·帕姆奎斯特（瑞典語：Bengt Palmquist，1923年4月4日—1995年11月26日），瑞典男子帆船运动员。他曾代表瑞典参加1956年、1960年和1968年夏季奥林匹克运动会帆船比赛，获得一枚金牌。